# Dế

Ảnh loài dế Gryllus assimilis.

Dế là một loài bọ có sáu chân bụng mềm, có hai râu ở cuối mông. Dế rất khó kiếm, nhưng thường được tìm thấy ở các bụi cỏ hay hóc đá.
Dế được xếp vào Bộ Cánh thẳng (siêu họ Grylloidea), cùng với châu chấu và cào cào. 

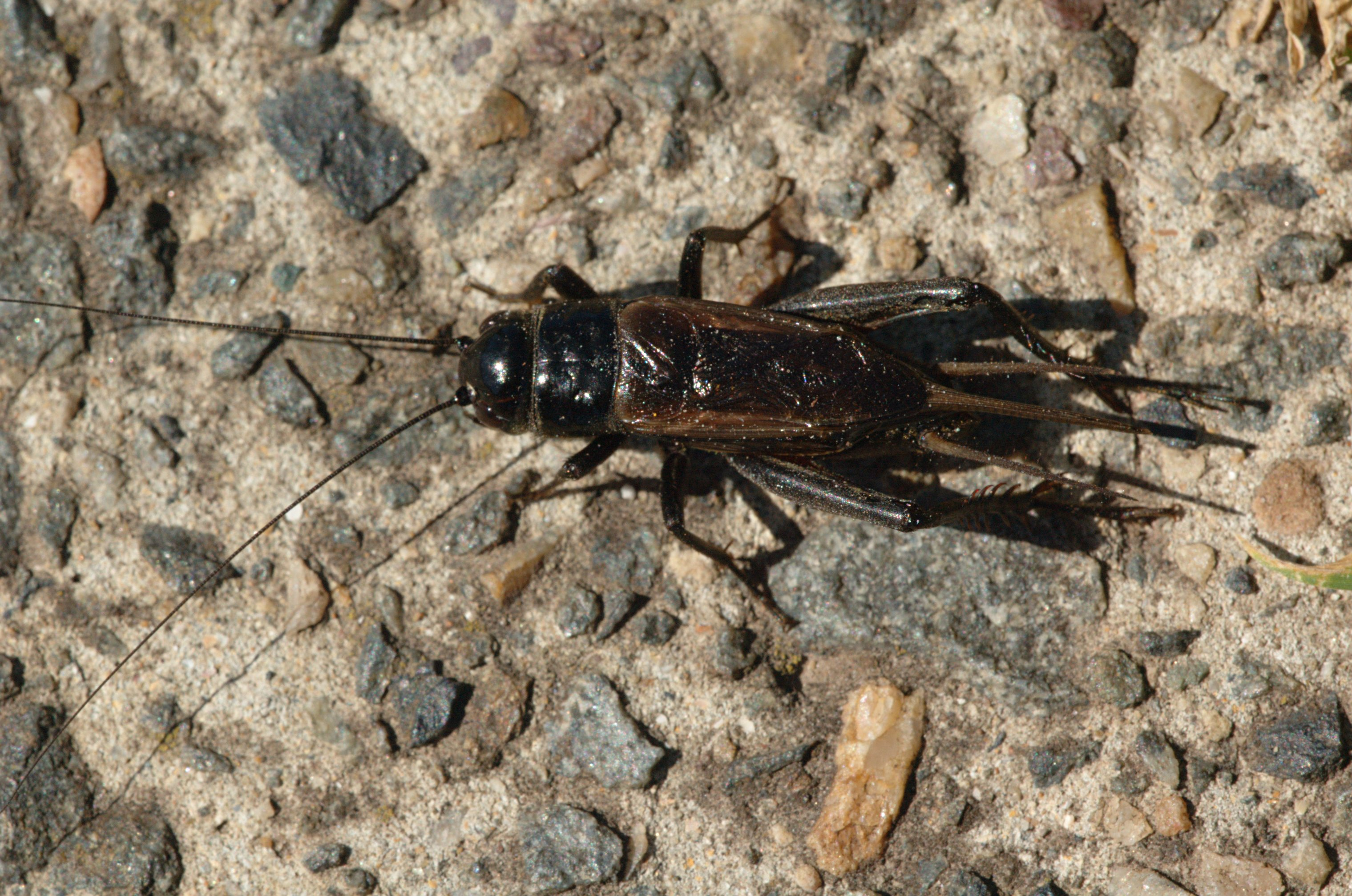
Một con dế than bản địa ở Úc (Teleogryllus commodus)

## Giải trí
Dế được con người dùng để nuôi hoặc đá nhau như cá chọi hay gà chọi, dế có rất nhiều loài, loài phổ biến là dế than, và một số loài khác như dế trũi, dế lửa và dế cơm...

## Ẩm thực
Trong một vài nhà hàng nó thường là một món ăn thơm ngon và bồi bổ, hiện nay bạn có thể đến một số trại dế để có thể mua dế, thức ăn cho dế sẽ là vài đám cỏ đơn giản nên chúng được nuôi rất nhiều.

## Trong văn học
Dế mèn là loài côn trùng mà tác giả Tô Hoài viết trong tác phẩm Dế Mèn phiêu lưu ký, một tác phẩm nổi tiếng của ông.